# Премія «Аполло»
«Аполло» (фр. Prix Apollo) — щорічна літературна премія, яку присуджують з 1972 по 1990 роки за найкращий науково-фантастичний роман, виданий французькою мовою за попередній рік. Більшість романів-лауреатів були перекладеними з англійської мови та раніше виданими в США або у Великій Британії.
Заснував премію Жак Садуль — французький письменник і упорядник кількох антологій творів у жанрі наукової фантастики.
Як пояснював Жак Садуль, назву премії дано на честь американської космічної програми «Аполлон», а саме, на честь місії «Аполлон-11».
Таким чином була створена премія Apollo, з назвою, даною на честь «Аполлона-11», який першим доставив людину на Місяць; фактично, це ім'я було вибрано через тодішню популярність та можливість бути поміченою журналістами.

## Мета премії
Популяризація науково-фантастичної прози. Надання можливості читачам читати твори французькою мовою.

## Склад журі
До складу журі премії увійшли:
- Жак Садуль;
- Рене Баржавель (René Barjavel) — письменник, журналіст і критик;
- Жак Берж'є (Jacques Bergier) — письменник-фантаст, історик, філософ, журналіст, детектив, інженер;
- Жан-Жак Брош'є (Jean-Jacques Brochier) — журналіст і редактор;
- Мішель Бютор (Michel Butor) — письменник;
- Мішель Демют (Michel Demuth) — письменник, перекладач, видавець;
- Жак Гуамар (Jacques Goimard) — есеїст і редактор збірників наукової фантастики;
- Франсіс Лакассен (Francis Lacassin) — журналіст, видавець, письменник, сценарист і есеїст;
- Мішель Лансло (Michel Lancelot) — теле- і радіоведучий;
- Франсуа Ле Ліонне (François Le Lionnais) — інженер-хімік і математик, який заснував об'єднання УЛІПО;
- Ален Роб-Ґріє (Alain Robbe-Grillet)) — письменник;

Пропозиція увійти до складу журі премії також була дана письменникам Жерару Клайну і П'єру Булю, але вони відмовилися.

## Лауреати премії
| Рік  | Назва (українською та французькою)                 | Автор             | Видавництво    |
| ---- | -------------------------------------------------- | ----------------- | -------------- |
| 1972 | Острів мертвих (L'Île des morts)                   | Роджер Желязни    | OPTA           |
| 1973 | Зупинка на Занзібарі ( Tous à Zanzibar )           | Джон Браннер      | Robert Laffont |
| 1974 | Залізна мрія ( Rêve de fer )                       | Нормен Спінред    | OPTA           |
| 1975 | Втручання ( L'Enchâssement )                       | Єн Вотсон         | Calmann-Lévy   |
| 1976 | Нічні крила ( Les Ailes de la nuit )               | Роберт Сілверберг | J'ai lu        |
| 1977 | Ця мила людяність ( Cette chère humanité )         | Філіпп Кюрваль    | Robert Laffont |
| 1978 | Вулик Хельстрома (La Ruche d'Hellstrom)            | Френк Герберт     | Albin Michel   |
| 1979 | Брама (La Grande Porte )                           | Фредерик Пол      | Calmann-Lévy   |
| 1980 | Нав'язливість бачення ( Persistance de la vision ) | Джон Варлі        | Denoël         |
| 1981 | Час ялівцю (Le Temps des genevriers)               | Кейт Вільгельм    | Denoël         |
| 1982 | Король-ідіот (L'Idiot-roi)                         | Скотт Бейкер      | J'ai lu        |
| 1983 | Орбіта та колесо (L'Orbe et la roue)               | Мішель Жьорі      | Robert Laffont |
| 1984 | Сіячі безодні ( Les Semeurs d'abîmes )             | Серж Брюссоло     | Fleuve noir    |
| 1985 | Цитадель Автарха ( La Citadelle de l'Autarque )    | Джин Вулф         | Denoël         |
| 1986 | Музика, що лунає в крові ( La Musique du sang )    | Грег Бір          | la Découverte  |
| 1987 | Брама Анубіса ( Les Voies d'Anubis )               | Тім Пауерс        | J'ai lu        |
| 1988 | Крижана кампанія ( La Compagnie des glaces )       | Жорж-Жан Арно     | Fleuve noir    |
| 1989 | Країна сміху ( Le Pays du fou rire )               | Джонатан Керрол   | J'ai Lu        |
| 1990 | Аргентина ( Argentine )                            | Жоель Уессан      | Denoël         |